# Plinio el Joven
Cayo Plinio Cecilio Segundo (en latín Caius Plinius Caecilius Secundus; Como, Italia, 61-Bitinia, c. 112), conocido como Plinio el Joven, fue un abogado, escritor y científico de la antigua Roma.

## Biografía
Era sobrino e hijo adoptivo por testamento de Plinio el Viejo, considerado como el mejor naturalista de la antigüedad. Siendo niño, Plinio perdió a sus padres, quedando bajo la tutela del influyente general y consular Lucio Verginio Rufo. Posteriormente fue adoptado por su tío Plinio el Viejo, quien lo mandó a estudiar a Roma, con profesores como Quintiliano y Nicetes Sacerdos. Comenzó la carrera de leyes a la edad de 19 años, creciendo su reputación en este campo muy rápidamente. Plinio, siendo un hombre honesto y moderado, fue ascendiendo por el cursus honorum, el conjunto ordenado de cargos administrativos civiles y militares del Imperio romano.
Dicha carrera, entre otras fuentes, se conoce por una inscripción honoraria conservada en la ciudad de Milán, aunque procedente de su Como natal, datada entre 111 y 114, cuyo desarrollo es el siguiente:

C(aius) Plinius L(uci) f(ilius) Ouf(entina) Caecilius [Secundus co(n)s(ul)]

augur legat(us) pro pr(aetore) provinciae Pon[ti et Bithyniae pro]

consulari potesta[t(e)] in eam provinciam e[x s(enatus) c(onsulto) missus ab]

Imp(eratore) Caesar(e) Nerva Traiano Aug(usto) German[ico Dacico p(atre) p(atriae)] 4

curator alvei Ti[b]eris et riparum e[t cloacar(um) urb(is)]

praef(ectus) aerari(i) Satu[r]ni praef(ectus) aerari mil[it(aris) pr(aetor) trib(unus) pl(ebis)]

quaestor Imp(eratoris) sevir equitum [Romanorum]

trib(unus) milit(um) leg(ionis) [III] Gallica[e Xvir stli]  8

tib(us) iudicand(is) therm[as ex HS ---] adiectis in

ornatum HS CCC(milibus) [--- et eo amp]lius in tutela[m]

HS CC(milibus) t(estamento) f(ieri) i(ussit) [item in alimenta] libertor(um) suorum homin(um) C 

HS XVIII(centena) LXVI(milia) DCLXVI rei [p(ublicae) legavit quorum inc]rement(a) postea ad epulum 12

[p]leb(is) urban(ae) voluit pertin[ere ---]s dedit in aliment(a) pueror(um)

et puellar(um) pleb(is) urban(ae) HS [D(milia) --- et] in tutelam b< i = y >bliothe/cae HS C(milia)

Fue flamen Divi Augusti, sacerdote del culto al Emperador, en 81, luego decemvir stlitibus iudicandis o juez sobre casos de ciudadanía romana dentro del vigintivirato, tribuno militar en la Legio III Gallica en Siria, donde conoció a los filósofos Artemidoro y Eufrates, sevir equitum Romanorum, cabeza de una de las antiguas divisiones de los caballeros romanos en 84 y quaestor imperatoris entre 89 y 90. Fue nombrado tribuno de la plebe en 91, pretor en 93, prefecto de las finanzas del ejército y luego del templo de Saturno, y cónsul suffectus en 100. Entró en el colegio de augures por elección, fue supervisor del río Tíber y finalmente gobernador de la provincia Bitinia, donde se supone que murió, probablemente en el año 112. Se puede decir que su carrera es un resumen de todos los cargos públicos más importantes en Roma, y en efecto, Plinio contribuyó a la organización del Imperio en muchos de sus campos.
De sus numerosas cartas, las Epistulae, se deduce su carácter moderado. En una de ellas se dirigió al emperador Trajano y le explicó el procedimiento que seguía para encargarse de las personas a quienes se acusaba de profesar el cristianismo... un procedimiento que el emperador aprobó. A los que negaban que fueran cristianos se les ponía en libertad cuando, como dijo Plinio, «habían repetido la invocación que yo había hecho a los dioses, ofrecido incienso y vino a tu imagen [la de Trajano] [...] y, además, maldecido a Cristo». Se ejecutaba a los que resultaban ser cristianos. Trataba al cristianismo como una superstición incómoda y se sorprendía del gran número de denuncias anónimas que se recibían en este campo. Trajano le respondió apoyando su actitud, pero ordenándole que no diera curso a las denuncias anónimas.
Plinio se casó en tres ocasiones, pero no tuvo ningún hijo. Solo de su tercera mujer, Calpurnia, nieta de Lucio Calpurnio Fabato, habla con cierta emoción en sus cartas. Era bastante rico y poseía algunas villas en Italia, y así las dos que tuvo en su ciudad natal, Como, las llamó Tragedia y Comedia.

## Obra
Respecto a su faceta de escritor, que empezó a los 14 años con una tragedia en griego, Plinio destacó en poesía, pero la mayor parte de sus escritos se han perdido, a pesar del cuidado que tenía por ellos. Era también conocido por sus dotes de orador, considerándose seguidor de Cicerón, pero su prosa era menos directa y grandilocuente que la de este último. Participó en muchos juicios, pero el único discurso que se conserva de él es su Panegyricus Traiani, descripción aduladora y enfática de la figura de Trajano, aunque sigue siendo un instrumento valioso para estudiar las políticas de este emperador en campos como impuestos, justicia, disciplina castrense y comercio. Plinio lo definía como un tratado sobre el gobernante perfecto.

### Cartas

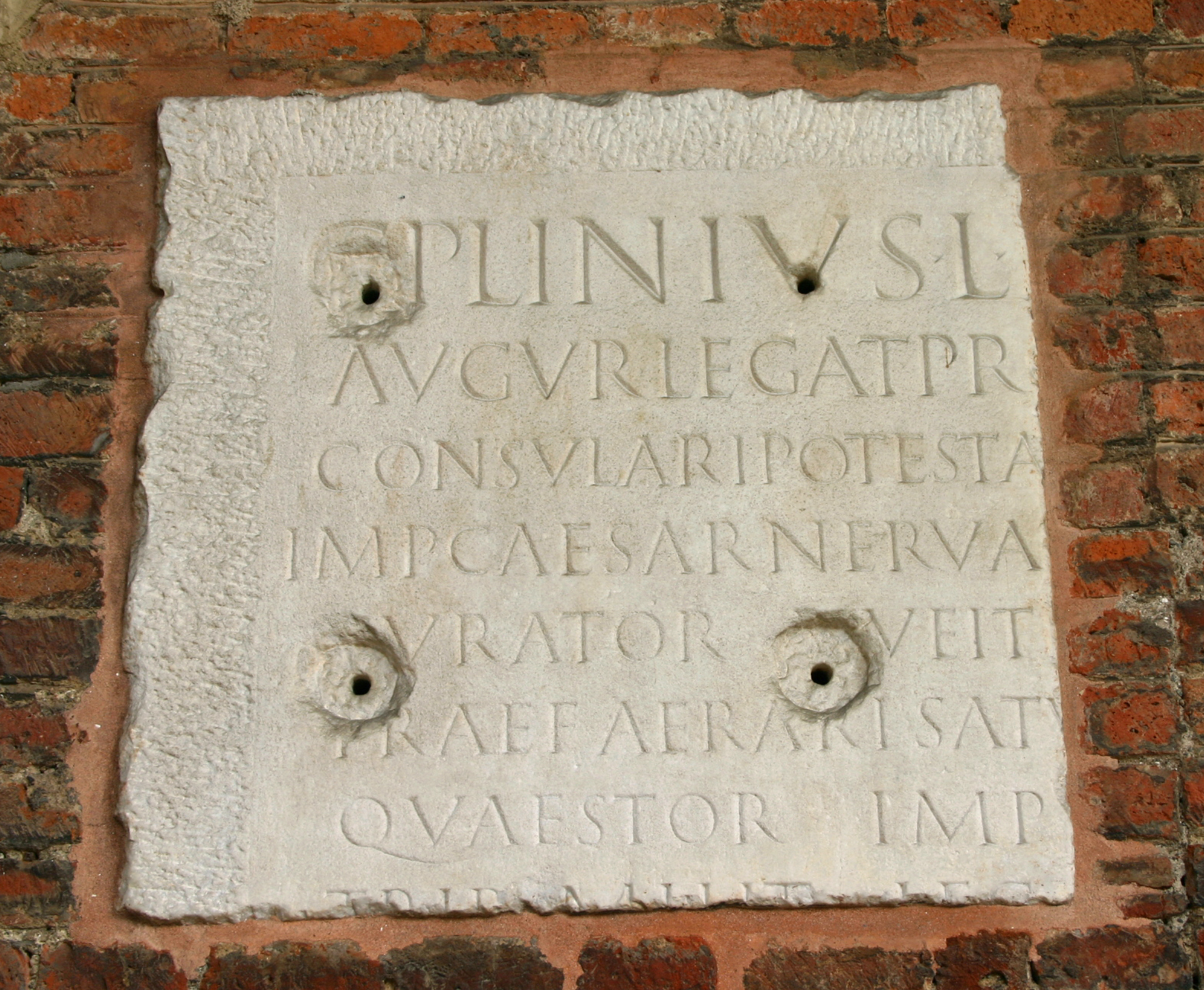
Inscripción honoraria con el cursus honorum de Plinio el Joven procedente de la Basílica de san Ambrosio en Milán.

Sus cartas son un testimonio único de la administración ordinaria del siglo I. Su estilo es muy diferente de los usados en los panegíricos, afirmando algunos críticos que Plinio es el inventor de un nuevo género literario: la carta escrita para ser publicada.
En sus primeras cartas de juventud describe la erupción del monte Vesubio y la muerte de su tío y mentor, Plinio el Viejo, a causa de dicha erupción en el año 79. En su honor este tipo de erupciones se conocen como plinianas. Estas cartas estaban dirigidas a su amigo Tácito, que fue uno de los grandes historiadores romanos, para darle una visión cercana y certera de la muerte de su tío. Otras cartas famosas fueron las dirigidas a Septicio Claro, que son prácticamente poemas, las que se refieren a la erupción del Vesubio y las referentes a las villas y a la muerte de Marcial. 

#### Carta sobre la erupción del Vesubio
En una carta dirigida a Cornelio Tácito describe la erupción del Vesubio y la acción y muerte de su tío (Epistulae 6, 16): 

El 24 de agosto, alrededor de la una de la tarde, mi madre le llamó la atención a Plinio el Viejo sobre una nube que tenía un tamaño y una forma muy inusuales. Acababa de tomar el sol y, tras haberse bañado en agua fría y haber tomado una comida ligera, se había retirado a su estudio a leer. Ante la noticia, se levantó inmediatamente y salió fuera; al ver la nube, se dirigió a un montículo desde donde podría tener una mejor visión de este fenómeno tan poco común. Una nube, procedente de qué montaña no estaba claro desde aquél lugar (aunque luego se dijo que venía del monte Vesubio), estaba ascendiendo; de su aspecto no puedo darte una descripción más exacta que se parecía a un pino, pues se iba acortando con la altura en la forma de un tronco muy alto, extendiéndose a su través en la copa a modo de ramas; estaría ocasionada, me imagino, bien por alguna corriente repentina de viento que la impulsaba hacia arriba pero cuya fuerza decreciera con la altura, o bien porque la propia nube se presionaba a sí misma debido a su propio peso, expandiéndola del modo que te he descrito arriba. Parecía ora clara y brillante, ora oscura y moteada, según estuviera más o menos impregnada de tierra y ceniza. Este fenómeno le pareció extraordinario a un hombre de la educación y cultura de mi tío, por lo que decidió acercarse más para poder examinarlo mejor.
Plinio el Joven, Sexto libro de correspondencia, carta 16, dirigida a Tácito

#### Carta sobre los cristianos
Esta carta fue escrita desde Bitinia entre los años 112 y 113, para el emperador Trajano. En ella, describe la plaga en la que pensaba que se habían convertido los cristianos, así como el fuerte arraigo que tenían en su creencia. Además, Plinio pide consejo a Trajano sobre cómo tratarlos.